# ناهید احمدی فرید
ناهید فرید (زاده ۱۳۶۴ هرات) سیاست‌مدار زن اهل افغانستان، فعال مدنی، مدافع حقوق زنان و کودکان و نمایندهٔ مردم ولایت هرات در دورهٔ پانزدهم ، شانزدهم و هفدهم مجلس نمایندگان افغانستان است.

## زندگی‌نامه
ناهید فرید زاده ۱۳۶۳ در شهر هرات است. خانواده ناهید فرید پس از تولد وی به ایران مهاجرت کردند، و او تحصیلات ابتدایی خود را در ایران در مدرسه ناهید اسدی به پایان رساند. بعداً، خانواده ناهید فرید به ولایت هرات، افغانستان بازگشتند، درست زمان رژیم طالبان و از این رو وی در آن زمان نتوانست به تحصیلات عالی خود ادامه دهد. سرانجام او توانست تحصیلات متوسطه خود را در لیسه/دبیرستان مهجوبه هروی هرات به پایان برساند. وی در سال ۱۳۸۶ از دانشکدهٔ حقوق دانشگاه هرات فارغ التحصیل و سند ماستری/فوق لیسانس خود را در سال ۱۳۸۹ در بخش روابط بین‌الملل از دانشگاه جورج واشینگتن در آمریکا کسب کرد.
ناهید فرید به زبانهای فارسی، پشتو، انگلیسی و آلمانی صحبت می کند.
همسر ناهید فرید، احمد طارق فرید نام دارد. آنها سه فرزند به نام های سارا، طاها و صدرا فرید دارند.

## نمایندگی پارلمان

### دوره شانزدهم
ناهید فرید در مجلس شانزدهم نمایندگان افغانستان عضو کمیسیون امور بین‌الملل بود.

### دوره هفدهم
ناهید فرید در دورهٔ هفدهم مجلس نمایندگان افغانستان، با اخذ ۱۹۵۹ رای، به عنوان نمایندهٔ مردم ولایت هرات در مجلس نمایندگان افغانستان مشغول به کار شد. او اکنون به حیث رییس کمیسیون امور زنان و حقوق بشر مجلس نمایندگان کار می‌کند.

## دیگر فعالیت‌ها
دیگر فعالیت‌های وی:
- رئیس برنامه در دفتر مدیکا موندیال.
- ریاست یک موسسه غیر انتفاعی (مادر و طفل برای افغانستان) و بنیاد فرید.
- عضو انجمن بین المللی جوانان.